# Franz Jaromir Eugen Czernin von und zu Chudenitz

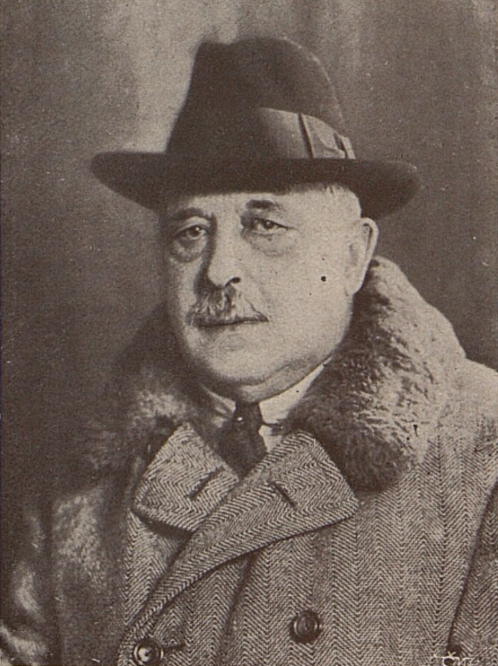
Eugen Czernin, 1927

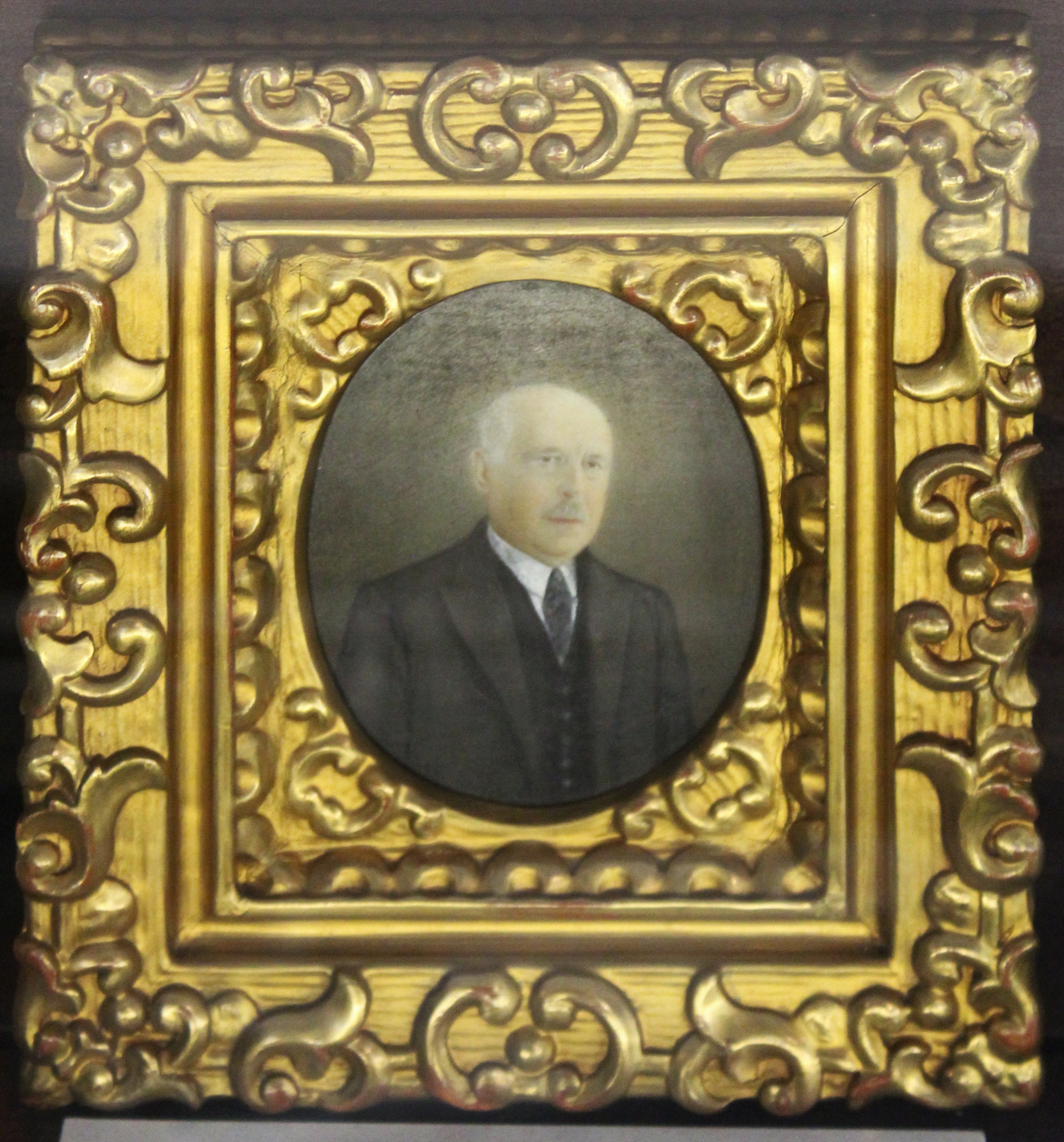
Eugen Czernin

Franz Jaromir Eugen Graf Czernin von und zu Chudenitz, auch Eugen Graf Czernin von und zu Chudenitz, Dr. Eugen Graf Czernin oder Eugen Czernin, getauft als Franz de Paula Jaromir Eugen Wolfgang Casimir (* 3. März 1857 in Wien; † 9. April 1932 in Neuhaus, Tschechoslowakei) war tschechischer Großgrundbesitzer.

## Leben
Eugen Czernin war der zweitälteste Sohn von Jaromir Graf Czernin († 1908). Sein älterer Bruder hieß Eugen Jaromir Franz Czernin von und zu Chudenitz, der politisch aktiv war. Er besuchte ein Gymnasium, studierte Rechtswissenschaft an der Karls-Universität in Prag und promovierte im Jahr 1874. Er begann seine Karriere als Beamter in Mähren und wurde Bezirksgouverneur in Znaim.
Im Jahr 1899 verließ er die Staatsverwaltung wegen eines Konflikts mit dem Offizierskorps.
Er lebte im Schloss Krásný Dvůr und nach dem Tod seines Bruders im Jahr 1925 im Schloss Jindřichův Hradec. Er blieb unverheiratet und kinderlos.